# シンズ
ザ・シンズ（The Shins）は、アメリカ合衆国ニューメキシコ州アルバカーキ出身のロック・バンド。透明で、郷愁を想い起こさせるボーカルと、複雑に変遷する流麗な旋律、深い楽典素養から引き出される音の無常さを有し、インディーズレーベル所属のロック・バンドでありながら、アメリカ、カナダ、イギリス、オーストラリアなど各国で異例の評価を得ている。代表曲に映画『ガーデン・ステート』でも取り上げられた「New Slang」や「So Says I」、「Phantom Limb」などがある。

## 来歴

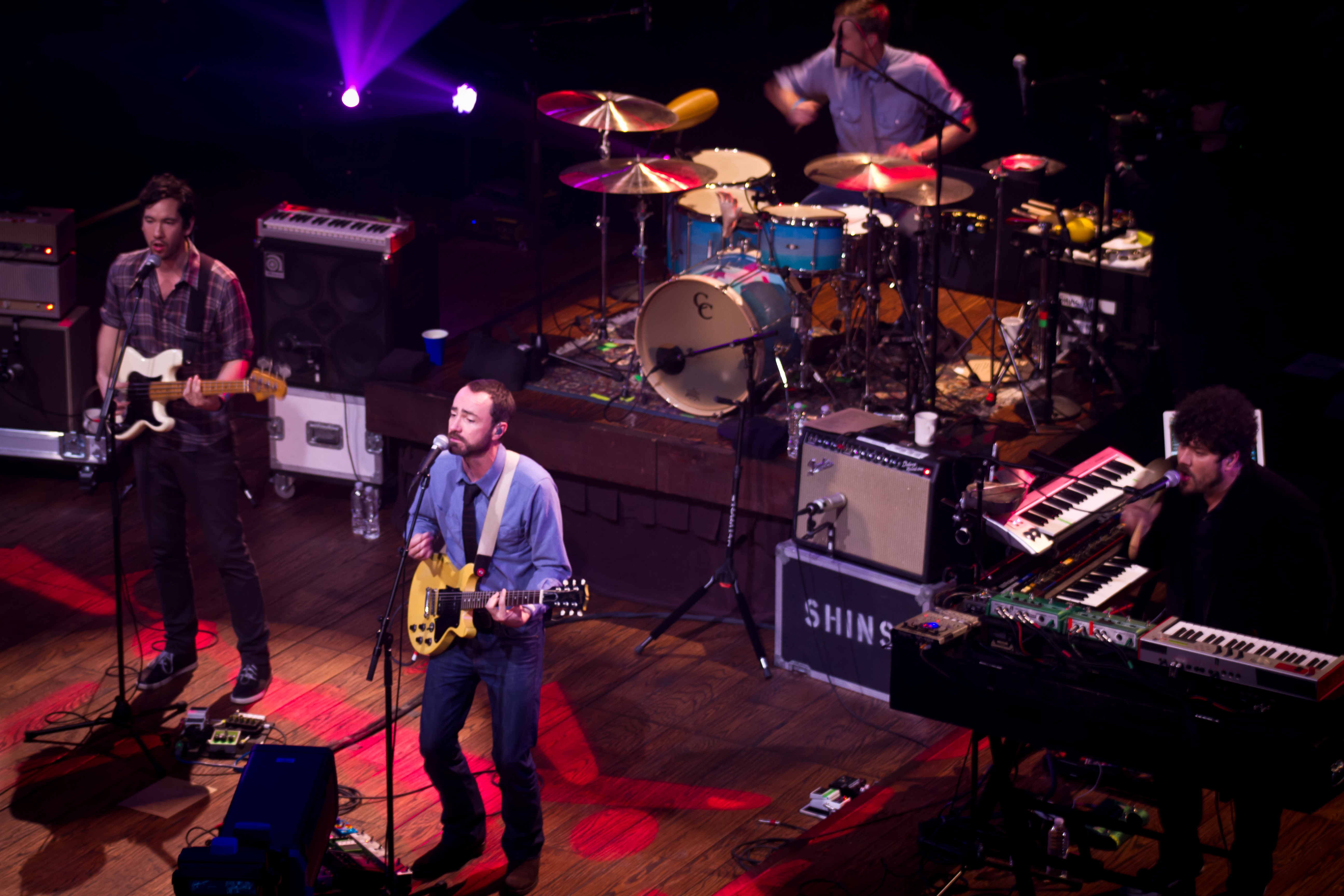
ライブで演奏するバンド（2012年）

ローファイ・バンドのフレイク・ミュージック (Flake music)を母体とし、同バンド解散後、ザ・シンズ名義で7インチ・シングルを2作品発表。その後、モデスト・マウスとツアーを行い、そのさ中に、ニルヴァーナ、マッドハニーらグランジ・バンドを輩出したことで有名なサブ・ポップ・レーベルと契約する。
2001年、最初のアルバム『オー、インヴァーテッド・ワールド』を発表。
オレゴン州ポートランドに活動拠点を移した後、2003年、2作目『シューツ・トゥ・ナロー』を発表。本国アメリカで非常に高い評価を受ける。
2007年、3作目のアルバム『ウィンシング・ザ・ナイト・アウェイ』を発表。アメリカでの発売週の売り上げは11万8000枚。これによりビルボードチャート第2位を獲得する。さらに世界各国でもヒットとなり、本国アメリカはもちろん、世界各国における評価を確立する。7月にはフジロックフェスティバルに出演し、ホワイト・ステージを沸かせた。さらに11月には、単独での来日公演も果たす。
2008年6月20日に、デビューから所属していたレーベル、サブ・ポップを離れ、自主レーベルのもとで活動していくことを発表する。
2009年、ボーカルのジェイムズ・マーサーは、ナールズ・バークレイのデンジャー・マウスことブライアン・バートンとともにブロークン・ベルズを結成した。
2012年、5枚目のアルバム『ポート・オヴ・モロウ』を発表。
2017年、アルバム『Heartworms』を発表。
2018年、アルバム『The Worm's Heart』を発表。

## 評価
2001年にザック・ブラフの映画『ガーデン・ステート』に楽曲を提供する。彼らの楽曲が収録された同映画のサウンドトラック・アルバムは、2004年のグラミー賞において「最優秀サウンドトラック・アルバム (Best Compilation Soundtrack Album for a Motion Picture, Television or Other Visual Media)」を受賞。また、アルバム『ウィンシング・ザ・ナイト・アウェイ』は、2008年のグラミー賞で、「最優秀オルタナティブ・アルバム (Best Alternative Music Album)」にノミネートされた。

## メンバー

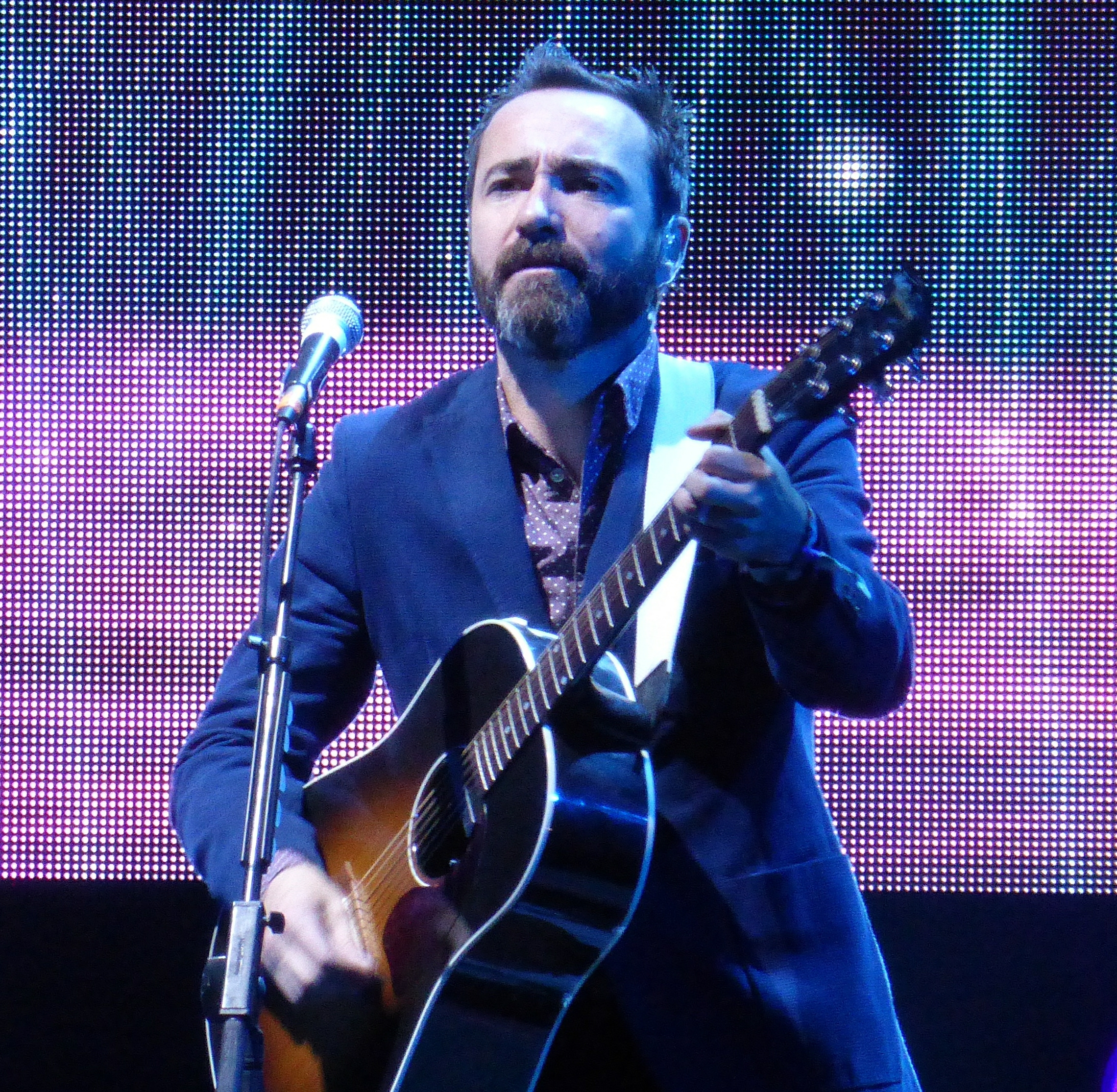
ボーカルのジェイムズ・マーサー（2014年）

### 現在のメンバー
- ジェイムズ・マーサー (James Mercer) - ボーカル、ギター (1996年–)
- ユウキ・マシューズ (Yuuki Matthews) – ベース、キーボード (2011年–)
- マーク・ワトラウス (Mark Watrous) – ギター、キーボード (2014年–)
- ケイシー・フーバート (Casey Foubert) – ギター (2016年–)
- ジョン・ソートランド (Jon Sortland) – ドラムス (2016年–)
- パティ・キング (Patti King) – キーボード (2016年–)

### 旧メンバー
- ジェシー・サンドヴァル (Jesse Sandoval) – ドラムス (1996年–2009年)
- マーティン・クランドール (Martin Crandall) – キーボード (1998年–2009年) ベース (1998年–2000年、2003年–2009年)
- デイヴ・ハーナンデス (Dave Hernandez) – ベース、ギター (1998年–2000年、2003年–2009年)
- ニール・ラングフォード (Neal Langford) – ベース (2000年–2003年)
- エリック・ジョンソン (Eric Johnson) – ギター、キーボード (2007年–2011年)
- ロン・ルイス (Ron Lewis) – ベース (2009年–2011年)
- ジョー・プラマー (Joe Plummer) – ドラムス (2009年–2016年)
- ジェシカ・ドブソン (Jessica Dobson) – ギター、ベース、キーボード (2011年–2013年)
- リチャード・スウィフト (Richard Swift) – キーボードなど (2011年–2016年) ※2018年死去

## ディスコグラフィ

### スタジオ・アルバム
- 『オー、インヴァーテッド・ワールド』 - Oh, Inverted World (2001年)
- 『シューツ・トゥ・ナロー』 - Chutes Too Narrow (2003年) ※全米86位、全英82位
- 『ウィンシング・ザ・ナイト・アウェイ』 - Wincing the Night Away (2007年) ※全米2位、全英16位、カナダ2位、全豪5位、アイルランド8位
- 『ポート・オヴ・モロウ』 - Port of Morrow (2012年)
- Heartworms (2017年)
- The Worm's Heart (2018年)

### ライブ・アルバム
- Live at Third Man Records (2013年)[5]

### EP
- Spork (1995年)
- Nature Bears a Vacuum (1998年)
- When I Goose-Step (1999年)
- Know Your Onion! (2002年)
- So Says I (2003年)
- Fighting in a Sack (2004年)
- Live Session EP (2007年) ※iTunes限定リリース

## 来日公演
- 2005年
  - 1月30日 大阪 Shinsaibashi Club Quattro
  - 1月31日 東京 ASTRO HALL
- 2007年
  - 7月29日 新潟 苗場スキー場 - Fuji Rock Festival
  - 11月12日 東京 渋谷CLUB QUATTRO
  - 11月13日 東京 渋谷CLUB QUATTRO
  - 11月14日 名古屋 CLUB QUATTRO
  - 11月15日 大阪 心斎橋CLUB QUATTRO
- 2012年
  - 7月29日 新潟 苗場スキー場 - Fuji Rock Festival
- 2017年
  - 11月28日 東京 渋谷CLUB QUATTRO